# 1993년 6월
| 1993년: 1월 · 2월 · 3월 · 4월 · 5월 · 6월 · 7월 · 8월 · 9월 · 10월 · 11월 · 12월 |

| <           | 1993년 6월 | 1993년 6월  | 1993년 6월 | 1993년 6월 | 1993년 6월 | >          |
| 일          | 월         | 화          | 수         | 목         | 금         | 토         |
|             |            | 1 4.12 계축 | 2 13 갑인  | 3 14 을묘  | 4 15 병진  | 5 16 정사  |
| 6 17 무오   | 7 18 기미  | 8 19 경신   | 9 20 신유  | 10 21 임술 | 11 22 계해 | 12 23 갑자 |
| 13 24 을축  | 14 25 병인 | 15 26 정묘  | 16 27 무진 | 17 28 기사 | 18 29 경오 | 19 30 신미 |
| 20 5.1 임신 | 21 2 계유  | 22 3 갑술   | 23 4 을해  | 24 5 병자  | 25 6 정축  | 26 7 무인  |
| 27 8 기묘   | 28 9 경진  | 29 10 신사  | 30 11 임오 |            |            |            |

| 편집하기 |